# Chido Obi
Chido Obi, né le 29 novembre 2007 à Glostrup, est un footballeur danois qui évolue au poste d'avant-centre au Manchester United.

## Biographie
Obi-Martin est né à Glostrup, en banlieue de Copenhague, d'une mère danoise et d'un père nigérian igbo,,,,.

### Carrière en club

#### Formation à Copenhague
Obi commence sa carrière footballistique au Danemark avec l'équipe du KB, plus vieux club du pays faisant alors office de réserve du FC Copenhague, mastodonte du football danois dont il est le prédécesseur,,,.

#### Révélation à Arsenal
Alors qu'il a rejoint le Royaume-Uni en 2020 pour suivre sa mère qui y entreprend des études d'infirmière,,, Obi intègre le centre de formation d'Arsenal à l'âge de quatorze ans,.
Il s'y impose rapidement comme un buteur prolifique avec les équipes de jeunes du club de Premier League, promu dans l'équipe des moins de 18 ans à seulement quinze ans : lors de sa première titularisation avec ces derniers, il est l'auteur d'un triplé lors d'une victoire 4-0 contre Southampton le 23 septembre 2023,.
Le mois suivant, Obi fait sa première apparition avec les moins de 21 ans, avant d'être appelé par Mikel Arteta pour s’entraîner avec l'équipe senior, quelques semaines avant son 16e anniversaire.
Obi fait la une de la presse internationale le 18 novembre 2023, marquant dix buts lors de la victoire d'Arsenal sur Liverpool 14-3 au niveau des moins de 16 ans,,,,,,.
Il attire à nouveau la lumière le 27 avril 2024, marquant sept buts pour pour les moins de 18 ans d'Arsenal lors de leur victoire 9-0 contre Norwich City, au cours d'une saison où il termine meilleur buteur de ce championnat de jeunes avec 32 réalisations en 18 matchs,,,.

#### Débuts en Premier League avec Manchester
Annoncé à Manchester United à l'été 2024, mais freiné par les régulations de la Ligue, il rejoint finalement le club le plus titré d'Angleterre fin septembre, où il signe son premier contrat professionnel,,, séduit par la perspective d'une intégration dans l'équipe première et — selon certaines sources — les émoluments allant avec,,.
Pour sa première titularisation avec les moins de 18 ans Mancuniens, Obi marque un triplé lors d'une victoire 6-0 des contre Nottingham Forest,,.
Pour la saison 2024-25, alors que les Reds prévoient initialement de garder le jeune attaquant dans le giron de leurs équipes de jeunes, — où il s'illustre en devenant le meilleur buteur de l'histoire de la Premier League U18,, — Obi connaît une ascension fulgurante qui voit le coach Rúben Amorim l'intégrer à l'équipe première à la fin d'hiver 2025, alors que United est en difficulté offensivement avec les méformes de joueurs comme son compatriote Rasmus Højlund, Mason Mount ou encore Joshua Zirkzee, qui voit même sa saison terminée sur blessure en avril.
Chido Obi fait ses débuts professionnels avec le club de Manchester le 16 février 2025, remplaçant Casemiro à la 90e minute d'une défaite 1-0 en championnat chez Tottenham.
Alors que son arrivée tardive dans l'équipe l'empêche de jouer la Ligue Europa, il continue à monter en grade aux yeux de son coach, passant même devant Højlund alors qu'il est inclus dans le 11 de départ contre Brentford le 4 mai. Âgé de 17 ans et 156 jours, il devient le plus jeune joueur à être titularisé en Premier League avec United, dépassant le record de Mason Greenwood,.
C’est le 30 mai 2025 qu’il marquera son premier but en professionnel face à Hong-Kong lors d’un match amical 

### Carrière en sélection
Éligible pour représenter le Danemark, le Nigéria ou l'Angleterre au niveau international,,,, Obi joue d'abord avec l'équipe danoise des moins de 16 ans, avant de changer d'allégeance pour l'Angleterre alors qu'il évolue à Arsenal.
Il joue ainsi avec l'Angleterre à deux reprises avec les moins de 16 ans en février 2023, contre Chypre et l'Écosse. Cependant, en avril de la même année, il revient dans l'équipe danoise des moins de 16 ans, marquant deux fois en trois apparitions.
Obi continue ensuite à s'illustrer face aux buts avec les moins de 17 ans du Danemark, auteur d'un quadruplé contre la Norvège en amical pour ses débuts,,. Il participe avec la sélection aux  qualification à l'Euro 2024 avec deux buts lors de ses trois premiers matchs, puis au phases finales de la compétition, dont le Danemark atteint les demi-finale — où ils sont éliminés par les futurs vainqueurs, l'Italie de Francesco Camarda — et Obi est inclut dans l'équipe type,,.

## Statistiques

### En club
| Saison                | Club                  | Championnat           | Championnat | Championnat | Championnat | Coupe nationale | Coupe nationale | Coupe nationale | Coupe de la Ligue | Coupe de la Ligue | Coupe de la Ligue | Compétition(s) continentale(s) | Compétition(s) continentale(s) | Compétition(s) continentale(s) | Compétition(s) continentale(s) | Total | Total | Total |
| Saison                | Club                  | Division              | M.          | B.          | P.d.        | M.              | B.              | P.d.            | M.                | B.                | P.d.              | Comp.                          | M.                             | B.                             | P.d.                           | M.    | B.    | P.d.  |
| 2024-2025             | Manchester United     | Premier League        | 7           | 0           | 0           | 1               | 0               | 0               | -                 | -                 | -                 | C3                             | -                              | -                              | -                              | 8     | 0     | 0     |
| Total sur la carrière | Total sur la carrière | Total sur la carrière | 7           | 0           | 0           | 1               | 0               | 0               | 0                 | 0                 | 0                 | -                              | 0                              | 0                              | 0                              | 8     | 0     | 0     |

## Style de jeu
Obi est décrit comme un avant-centre pur, qui s'illustre par son réalisme face au but, enchaînant les réalisations avec un remarquable sens du placement et une technique non-conventionnelle lié à sa grande taille,,,, se distinguant également par son volume de jeu et ses capacités athlétiques,, ou encore son jeu en point d'appuis et relais pour les autres attaquants.
Ces exploits en catégories de jeunes lui valent des comparaison avec l'international nigérien Victor Osimhen,,.

## Palmarès
| Arsenal FC - Premier League U18 - Meilleur buteur en 2023-24 (en) (32 buts) |